# Rafael Guízar Valencia

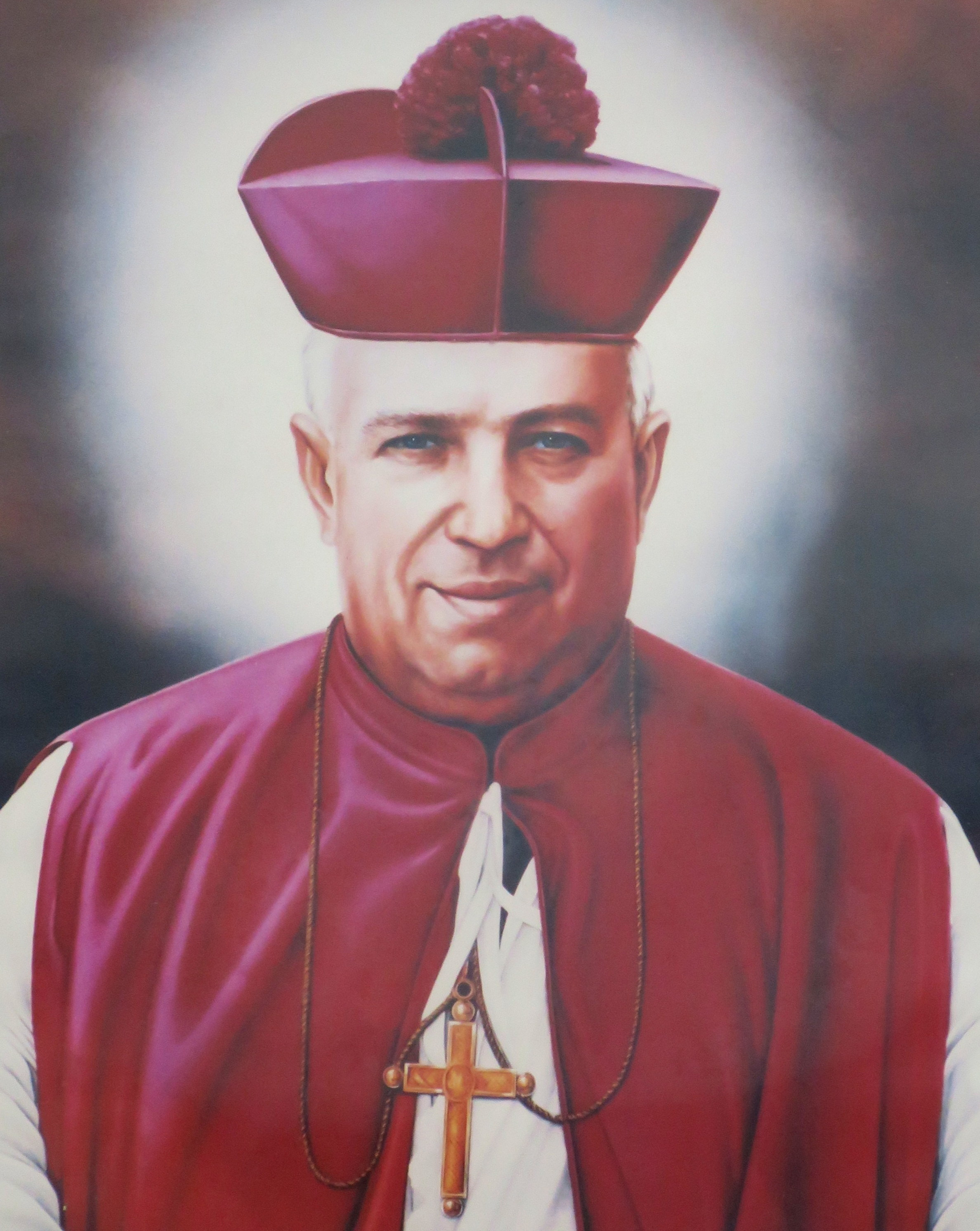
Rafael Guízar Valencia

Der Heilige Rafael Guízar Valencia (* 26. April 1878 in Cotija de la Paz, Michoacán, Mexiko; † 6. Juni 1938) war ein römisch-katholischer Geistlicher und Bischof von Veracruz-Jalapa in Mexiko.

## Leben
Guízar Valencia wurde in Cotija de la Paz im mexikanischen Bundesstaat Michoacan geboren. Er war das vierte von elf Kindern. Sein Bruder Antonio wurde Erzbischof von Chihuahua. Sein Neffe war der höchst umstrittene Marcial Maciel, der Gründer der Legionäre Christi. Die Priesterweihe empfing Rafael Guízar im Alter von 23 Jahren in Zamora am 1. Juni 1901 und war zunächst Spiritual im dortigen Priesterseminar tätig. Dort unterrichtete er Dogmatik. Bald darauf wurde er von Papst Leo XIII. zum apostolischen Missionar berufen und hat in den Dörfern von Mexiko mit den Missionen begonnen. Dabei verwendete er einen einfachen Katechismus, den er selbst geschrieben hatte.
Am 1. August 1919 ernannte ihn Papst Benedikt XV. zum Bischof von Veracruz-Jalapa. Die Bischofsweihe empfing er in der kubanischen Hauptstadt durch Erzbischof Tito Trocci, dem dortigen Apostolischen Nuntius. Mitkonsekratoren waren der Bischof von San Cristóbal de la Habana, Pedro Ladislao González y Estrada, und der Bischof von Camagüey, Valentín Manuel Zubizarreta y Unamunsaga.
Als Bischof kümmerte er sich intensiv um das Priesterseminar und etablierte es neu in Xalapa. Später übersiedelte dies aufgrund der antiklerikalen Kräfte nach Mexiko-Stadt.
Guizar Valencia setzte sich während der Mexikanischen Revolution (1910–1917) für die Opfer und deren Familien ein. 1913 war er als Missionar bei Soldaten in Mexiko-Stadt, Puebla und Morelos tätig. Er trat gegen die mexikanische Regierung auf, die den Einfluss der katholischen Kirche in Mexiko begrenzen wollte. Während der Verfolgungszeit der Kirche wurde er im Mai 1927 aus Mexiko ausgewiesen und ging zunächst in die USA ins Exil, später nach Guatemala und schließlich nach Kuba. Auch dort war er missionarisch tätig. Später kehrte er kurzfristig nach Mexiko zurück. Allerdings wurde er bald darauf erneut gezwungen, das Land zu verlassen. Er missionierte erneut in den USA, Kuba, Guatemala und Kolumbien. In den letzten Jahren seines Lebens litt er unter diversen Krankheiten und wurde aus seiner Diözese abberufen; er starb am 6. Juni 1938 in Mexiko-Stadt. Sein Leichnam wurde nach Xalapa verbracht und im Jahr 1950 exhumiert – er war kaum verwest und wurde erneut bestattet, diesmal jedoch in der Kathedrale von Xalapa.
Seit 1951 lief ein Seligsprechungsverfahren, am 15. Oktober 2006 wurde er von Papst Benedikt XVI. heiliggesprochen.